# ووتر فـان دير ستين
ووتر فـان دير ستين (بالهولندية: Wouter van der Steen) هو لاعب كرة قدم هولندي في مركز حراسة المرمى، ولد في 3 يونيو 1990 في Vught ‏ في هولندا. لعب مع هيلموند سبورت.

## وصلات خارجية
- ووتر فـان دير ستين على موقع قاعدة بيانات كرة القدم.إي يو (الإنجليزية)
- ووتر فـان دير ستين على موقع Soccerway.com (الإنجليزية)
- ووتر فـان دير ستين على موقع عالم كرة القدم.نت (الإنجليزية)